# Сан Квирико (Пистоја)
Сан Квирико је насеље у Италији у округу Пистоја, региону Тоскана.
Према процени из 2011. у насељу је живело 199 становника. Насеље се налази на надморској висини од 540 м.